# مقاطعة باركر (تكساس)
مقاطعة باركر (بالإنجليزية: Parker  County)‏ هي إحدى المقاطعات في ولاية تكساس، الولايات المتحدة الأمريكية، يبلغ عدد سكانها 116,927 نسمة طبقا لإحصاء عام 2010 .

موقع المقاطعة في ولاية تكساس

## أعلام
- ماري مارتن